# Lao Yujing
Lao Yujing (chinesisch 劳玉晶, * Januar 1966; † 28. Januar 2016) war eine chinesische Badmintonspielerin.

## Karriere
Lao Yujing gewann bei der Weltmeisterschaft 1985 Bronze im Mixed mit Zhang Xinguang. Bei den China Open 1987 verlor sie das Finale des Damendoppels mit Wu Jianqiu gegen Lin Ying und Guan Weizhen mit 5:15 und 2:15.
Nach ganz oben auf das Treppchen schaffte sie es bei German Open 1988 im Damendoppel mit Zheng Yuli.

## Sportliche Erfolge
| Saison | Veranstaltung     | Disziplin   | Platz | Name                        |
| ------ | ----------------- | ----------- | ----- | --------------------------- |
| 1985   | Weltmeisterschaft | Mixed       | 3     | Zhang Xinguang / Lao Yujing |
| 1987   | China Open        | Damendoppel | 2     | Zheng Yuli / Lao Yujing     |
| 1988   | German Open       | Damendoppel | 1     | Zheng Yuli / Lao Yujing     |